# Ulrike Eikkeri
Ulrike Eikkeri (Noruega, 16 de diciembre de 1992) es una tenista noruega.

## Trayectoria
Eikeri ha ganado 11 títulos individuales y 30 títulos de dobles en el circuito ITF. El 16 de abril de 2018, alcanzó su mejor ranking de individuales del n.º 206 del mundo. El 22 de abril de 2024, alcanzó el puesto n.º 26 en el ranking de dobles de la WTA. En 2010, Eikeri llegó a las semifinales del Abierto de Australia en dobles femeninos junto a Camila Silva, y las finales de individuales y dobles en el Orange Bowl.
En el Circuito Juvenil de la ITF, Eikeri se ubicó en el puesto 16 del mundo. Jugando para Noruega en la competición de la Copa Federación, obtuvo un récord de victorias / derrotas de 30-15.

## Títulos de Grand Slam

### Dobles mixto

#### Finalista (1)
| Año  | Torneo        | Pareja        | Oponentes en la final        | Resultado   |
| 2022 | Roland Garros | Joran Vliegen | Ena Shibahara Wesley Koolhof | 6-7(5), 2-6 |

## Títulos WTA (4; 0+4)

### Dobles (4)
| Leyenda              |
| Grand Slam (0)       |
| Juegos Olímpicos (0) |
| WTA Finals (0)       |
| WTA 1000 (0)         |
| WTA 500 (1)          |
| WTA 250 (3)          |

| N.º | Fecha                  | Torneo     | Superficie | Pareja          | Oponentes en la final           | Resultado           |
| --- | ---------------------- | ---------- | ---------- | --------------- | ------------------------------- | ------------------- |
| 1.  | 23 de octubre de 2021  | Tenerife   | Dura       | Ellen Perez     | Lyudmyla Kichenok Marta Kostyuk | 6-3, 6-3            |
| 2.  | 18 de junio de 2023    | Nottingham | Hierba     | Ingrid Neel     | Harriet Dart Heather Watson     | 7-6(6), 5-7, [10-8] |
| 3.  | 1 de octubre de 2023   | Tokio      | Dura       | Ingrid Neel     | Eri Hozumi Makoto Ninomiya      | 3-6, 7-5, [10-5]    |
| 4.  | 3 de noviembre de 2024 | Hong Kong  | Dura       | Makoto Ninomiya | Shuko Aoyama Eri Hozumi         | 4-6, 6-4, [11-9]    |

#### Finalista (3)
| N.º | Fecha               | Torneo    | Superficie        | Pareja                     | Oponentes en la final               | Resultado           |
| --- | ------------------- | --------- | ----------------- | -------------------------- | ----------------------------------- | ------------------- |
| 1.  | 18 de julio de 2021 | Lausana   | Tierra batida     | Valentini Grammatikopoulou | Susan Bandecchi Simona Waltert      | 3-6, 7-6(3), [5-10] |
| 2.  | 17 de julio de 2022 | Lausana   | Tierra batida     | Tamara Zidanšek            | Olga Danilović Kristina Mladenovic  | w/o                 |
| 3.  | 21 de abril de 2024 | Stuttgart | Tierra batida (i) | Ingrid Neel                | Chan Hao-ching Veronika Kudermetova | 6-4, 3-6, [2-10]    |

## Títulos WTA 125s

### Dobles (1-1)
| Resultado | Fecha               | Torneos       | Superficie    | Pareja            | Oponentes                    | Resultado      |
| --------- | ------------------- | ------------- | ------------- | ----------------- | ---------------------------- | -------------- |
| Campeona  | 10 de julio de 2022 | Contrexéville | Tierra batida | Tereza Mihalíková | Xinyun Han Alexandra Panova  | 7-6(8), 6-2    |
| Finalista | 6 de mayo de 2023   | Saint-Malo    | Tierra batida | Eri Hozumi        | Greet Minnen Bibiane Schoofs | 6–7(7), 6–7(3) |